# 瓦利帕克 (密西西比州)
瓦利帕克（英語：Valley Park）是位於美國密西西比州伊薩奎納縣的普查規定居民點。

## 人口
根據2020年美國人口普查的數據，瓦利帕克的面積為12.12平方千米，當中陸地面積為11.75平方千米，而水域面積為0.37平方千米。當地共有人口71人，而人口密度為每平方千米5.86人。